# 기독교 신학개요
다음의 개요는 기독교 신학을 위해 개괄적이며 주제를 위한 안내로 제공된다:
기독교 신학개요(Outline of Christian theology)는 기독교 신학(Christian theology)이 다루는 전반적인 분야들을 말한다. 기독교 신학은 기독교인들의 신앙과 실천을 연구하는 것이다. 그런 연구는 기독교 전통뿐만 아니라 우선적으로 구약과 신약의 본문에 집중된다. 기독교 신학자들은 성경주석, 이성적 분석과 논쟁을 사용한다. 신학이란 신학자들로 하여금 기독교 교리들을 보다 더 잘 이해하도록 도와서 수행하게 한다. 그래서 기독교와 다른 전통들을 비교하고, 반대와 비평에 대하여 기독교를 방어하고 기독교 교회를 개혁하게하고, 그리고 기독교를 널리 전파하도록 돕는다.

## 기독교 신학의 분류
기독교 신학을 분류하는 많은 방법에는 기독교에 대한 역사적 분석이 있다. 

### 하위 분야
기독교 신학자들의 아래의 분야에서 전공자가 된다.
- 변증론
- 성서 해석학 – 현대해석의 본질과 한계안에서 성경해석
- 성서학 – 역사비평의 강조속에서 성경해석
- 성경신학 – 성경본문들과 교리적 주제들의 연관성을 강조하는 성경해석[1]
- 건설주의 신학이란 조직신학을 새롭게 정의하거나 새롭게 개념화하는 신학이다. 일반적으로 조직신학자들이 시도하는 기독론, 종말론, 성령론과 같은 전통안에 있는 다양한 교리들속에 흐르는 고정된 이론(a coherent theory)으로부터 벗어나서 신학을 재평가하려는 작업이다.
- 교의학 – 교리와 교파들의 차이점이 있는 신학연구
- 에큐메니칼 신학 – 기독교의 여려 교파들에 대한 연구
- 주석 (해석학) – 본문의 문법적이며 어원적인 점을 강조하는 성경해석
- 역사신학 – 역사속에서 기독교 사상들 연구
- 설교학 –설교의 이론과 방법을 연구
- 도덕신학-기독교 윤리 – 기독교인들의 삶을 위한 이론과 실천을 연구
- 자연신학 –  성경이 아닌 자연에서 보여지는 진리와 계시를 통하여 신의 존재와 인간과의 관계를 추론하는 신학
- 교부신학— 초대교회 교수들 연구
- 철학적 신학 – 철학적 방법에 따라서 신학적 개념을 분석하고 발전을 연구
- 실천신학 – 기독교 신학의 이론을 적응하고 실행하는 신학, 목회학, 선교학, 상담학등
- 영성신학— 기독교인들의 경건과 경건한 삶의 실천을 연구
- 조직신학 -  기독교 신학의 중요한 주제들을 성경적이며 신학적으로 해석하고 조직화하는 연구
- 신학적 미학 – 미학적 연구
- 신학적 해석학 – 해석적 방법에 따라 신학을 형성하는 신학적 방법론

### 주요 주제
- 성경 –자연과 의미의 영감을,etc.; 을 포함한 해석학 (의 개발과 연구 이론의 해석 및 이해의 텍스트 항목에서의 성경의 법에서 기독교)
- 종말론 –연구의 마지막 것,또는 종료 시간이다. 주제를 다룹과 같은 죽음과 세상, 역사, 세계, 최후의 심판의 자연 을 희망 하고,진행 든다.
- 기독론 – 성자 하나님의 성품과 사역을 다룬다.
- 성화
- 하나님의 섭리 –하나님의 창조, 협력 그리고 보존을 다룬다.
- 교회론— 기독교 교회의 기원과 교회의 본질과 기능을 다룬다.
- (선교학)- 각 나라들에게 복음을 전파하는 방법을 다룬다.
- 마리아론- 동정녀 마리아에 대한 연구
- 선교학 (때로는 하위 섹션의 교회론)
- 성령론 –의 연구
- 구원론 –연구의 자연과 의미의 구원
- 인간론–의 연구는 인간에 대해 다룬다.
- 신학적 –의 연구는 하나님's 의 속성,자연,그리고와 관련하여 세계한다. 
  - 신정론
  - 부정의 신학

#### 전통 패턴
1. 성서신학
2. 역사신학
3. 조직신학
4. 실천신학

1 주석학
- Biblical studies (내용의 분석의 성경)
- 성경의 소개(성경의 비판 하는 연구의 기원의 성경[2])
- Canonics (조회으로 어떻게 다른 권의 성경을 함께 수집)
- 성경신학 (하나님의 계시를 성경을 통해 진행)

2 역사신학
- 교부시대
  - 니케아, 교부(4 세기)
  - 니케아 이후 교부 (5~8 세기)
- 중세 시대 (8~16 세기)
- 종교개혁과 카운터 종교개혁 (16 18 세기)
- 현대적인 기간(18 21 세기)

3 조직신학
- 계시
- 신론
  - 하나님의 존재
  - 하나님의 속성
  - Trinity
  - 창조
  - 하나님의 섭리
- 인간론 (theological anthropology)
- 기독론
- 구원론 혹은 성령론
- 교회론
- 종말론
- 도덕적인 신학

4 실천신학
- 교회론
- 목회신학
  - 예배학
  - 설교학
  - 기독교 교육
  - 기독교상담
- 선교학

#### 종교개혁 이전
- Alogi –를 거부하는 교리의 로고스
- 아리우스파 –교리에 관한 그리스도의 신성
- 도나투스파
- 에비온파
- 영지주의
- 유대주의자
- 마니교
- 마르키온파
- 단일신론 –교리에 관한 그리스도의 신성
- 단성설 –교리에 관한 그리스도의 신성
- 몬타누스파
- 나사렛(파)
- Nicolationism
- 반삼위일체론
- 노바시아노파
- 십사일파 – 부활절 논란
- 사벨리우스주의 –교리에 관한 삼위일체라고도"양태론이다."
- Simonianism

#### 종교개혁 이후
종교개혁을 추진 아이디어는 오직 성경이며 근대에는 교회 일치주의운동이다.
- Adventism –  Typified by the Seventh-day Adventist Church.
- Anabaptism
- Anglicanism
- Anglo-Catholicism –  High church theology of Anglicanism.
- Arminianism –  Reaction to Calvinist soteriology, which affirms man's freedom to accept or reject God's gift of salvation; identified with Dutch Reformed theologian Jacobus Arminius, developed by Hugo Grotius, defended by the Remonstrants, and popularized by John Wesley. Key doctrine of Anglican and Methodist churches, adopted by many Baptists and some Congregationalists.
- Brethrenism: Anabaptist-Pietist, with Open and Exclusive streams.
- Calvinism –  System of soteriology advanced by French Reformer John Calvin, which espouses Augustinian views on election and reprobation; stresses absolute predestination, the sovereignty of God and the inability of man to effect his own salvation by believing the Gospel prior to regeneration; principle doctrines are often summarized by the acronym TULIP (see Canons of Dort).
- Charismaticism –  Movement in many Protestant and some Catholic churches that emphasizes the gifts of the Spirit and the continual working of the Holy Spirit within the body of Christ; often associated with glossolalia (i.e., speaking in tongues) and divine healing.
- Congregationalism –  Form of governance used in Congregationalist, Baptist, and Pentecostal churches in which each congregation is self-governing and independent of all others.
- Counter-Reformation (or Catholic Reformation): The Roman Catholic response to the Protestant Reformation (see also Council of Trent).
- Creation Spirituality –  Panentheist theology.
- Deism –  The general doctrine that no faith is necessary for justified belief in God's existence and/or the doctrine that God does not intervene in earthly affairs (contrasts with Fideism).
- Dispensationalism –  Belief in a conservative, Biblically literalist hermeneutic and philosophy of history that, by stressing the dichotomy between Israel and the Church, rejects supersessionism (commonly referred to as "replacement theology").
- Evangelicalism –  Typically conservative, predominantly Protestant outlook that prioritizes evangelism above all or most other activities of the Church (see also neo-evangelicalism).
- Fideism –  The doctrine that faith is irrational, that God's existence transcends logic, and that all knowledge of God is on the basis of faith (contrasts with Deism).
- Latitudinarianism: Broad church theology of Anglicanism.
- Liberalism –  Belief in interpreting the Bible to allow for the maximum amount of individual freedom.
- Low church –  Puritanical / Evangelical theology of Anglicanism.
- Methodism –  Form of church governance and doctrine used in the Methodist Church.
- Modernism –  Belief that truth changes, so doctrine must evolve in light of new information or trends.
- Latter Day Saint movement (Mormonism): Belief that the Book of Mormon and others to be additional divine scriptures; belief in living prophets; generally reject the Nicene creed and other early creeds.
- New Thought –  Movement based on 19th century New England belief in positive thinking. Several denominations arose from it including Unity Church, and Religious Science.
- Nonconformism –  Advocacy of religious liberty; includes Quakers, Methodists, Baptists, Congregationalists and Salvationists.
- Nontrinitarianism –  Rejection of the doctrine of Trinity.
- Open Theism –  A rejection of the exhaustive foreknowledge of God, by attributing it to Greek philosophy.
- Pentecostalism
- Pietism –  A stream of Lutheranism placing renewed emphasis on the Bible and a universal priesthood of all believers.
- Presbyterianism –  Form of governance used in Presbyterian and Reformed churches.
- Puritanism: Movement to cleanse Episcopalianism of any "ritualistic" aspects.
- Supersessionism –  Belief that the Christian Church, the body of Christ, is the only elect people of God in the new covenant age (see also covenant theology).
- Restoration Movement –  19th century attempt to return to a New Testament model of the Church.
- Restorationism (Christian primitivism) –  The doctrine that most of the modern Church is apostate; includes the Millerites, Seventh-day Adventists, Jehovah's Witnesses, and Latter Day Saints.
- Salvation Army –  An offshoot of the Methodist Church known for its charitable activities
- Tractarianism –  Oxford Movement. It led to Anglo-Catholicism.
- Ultramontanism –  A movement within 19th-century Roman Catholicism to emphasize papal authority, particularly in the wake of the French Revolution and the secularization of the state
- Unification Church
- Unitarianism –  Rejects a holy "Trinity" and also the divinity of Christ, with some exceptions (see modalism).
- Universalism –  In various forms, the belief that all people will ultimately be reconciled with God; most famously defended by Origen.

#### 현대적인 신학적인 움직임
- 블랙학
- 무정부주의
- 기독교 근본주의
- 약신학
- 달릿 theology (양식에 해방의 신학이 인도에서 개발)
- 네바
- 정교회 기독교
- 신흥회
- 복음주의
- 여성학
- 근본주의
- 신학에는 홀로코스트 (에 대한 응답의 공포 는 홀로코스트에는 특히 관련하여 신정론)
- 자유주의 신학
- 해방신학
- Lutheranism
- 감리교
- Neo-정교회 ("변증 법적 신학을"그리고"위기 theology",따른 작품에서의 철학자 키에르케고르 고 Karl Barth)
- 새로운 교회
- 새로운 언약을 신학
- 팔 레오-정통
- 오순절 교단
- 인격
- Postliberal theology
- 포스트 모던 신학
- 프로세스 신학
- 진보적인 신학
- 영학
- 동성애 신학
- Quakerism
- 원운동
- 수학
- 로마 카톨릭 기독교
- 토마스주의
- 초자연적인 신학

## 같이 보기
- 성경의 정경
- 기독교 아나키즘
- 교회 일치주의
- 동방 정교회
- 교회 일치주의
- 기독교 근본주의
- 이단
- 자유주의 신학
- 기독교 신학자 목록
- 신정통주의
- 종교개혁
- 로마 천주교
- 바티칸 II
- 기독교 신학